# Чамичан, Джакомо
Джакомо Луиджи Чамичан (арм. Ջակոմո Չամիչյան; 1857—1922) — итальянский химик армянского происхождения, профессор Болонского университета; сенатор Италии. Вошёл в историю фотохимии как создатель первых прототипов солнечных батарей.
Председатель Химического общества Италии, член национальной Академии Италии, Королевской академии Генуи, Королевской Академии Падуи, Национальной академии деи Линчеи, Парижской академии и член-корреспондент Петербургской академии наук (1912).

## Биография
Джакомо Луиджи Чамичан родился 27 августа 1857 года в городе Триесте (в то время часть Австрии, ныне Италия) в семье преуспевающего коммерсанта, выходца из Армении.
В 1874 году он поступил в Венский университет, на кафедру Барта и Хуго Вайделя и уже два года спустя, увлекшись эмиссионной спектроскопией, опубликовал ряд статей с описанием своих изысканий в этой области. Ещё будучи студентом получил приглашение прочесть обзорный курс лекций по фотохимии для профессуры.
В 1877 году он представил учёному совету Венского университета свою докторскую диссертацию материал которой был полностью основан на его собственных исследованиях. Несмотря на то, что она сопровождалась блестящими отзывами двух знаменитых специалистов — Барта и Вайделя, а также рекомендациями к защите всей кафедры общей органической химии, ему было отказано в приеме к защите из-за юного возраста (на тот момент у него не было даже университетского диплома). Тогда Чамичан оставил Венский университет и уехал работать в Германию.

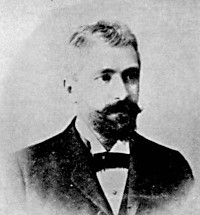
Джакомо Чамичан
(ок. 1900).

Обосновавшись в Гисенском университете он через два года получил научную степень, хотя от него и потребовали провести повторные исследования в университетских лабораториях.
В июне 1901 года он стал почётным доктором права в университете Глазго.
Помимо исследований фотохимических реакций, Джакомо Луиджи Чамичан в течение 25 лет изучал эластичные свойства животных жиров. Результаты, представленные по окончании работ в 1904 году он представил в докладе «Развитие химии пиррола за последние четверть века», который произвёл фурор на очередной конференции германских химиков.
В 1910 году Д. Чамичан был избран в итальянский парламент в котором встал во главе комиссии по вопросам связанным с образовательными заведениями и научно-исследовательскими учреждениями Италии.
В 1912 году на 8-м Международном конгрессе по прикладной химии он представил документ, в котором описывалось будущее энергетики, которое он видел в повсеместном использовании солнечной энергии: «На засушливых землях будут возникать промышленные колонии без дымящихся труб; леса стеклянных трубок будет распространяться на равнинах и стеклянные здания будут расти везде; внутри них будут проходить фотохимические процессы, которые до настоящего времени были неведомой тайной растений, но, всё это будет освоено человеческой цивилизацией, которая будет знать, как получить ещё более обильные плоды…. И если в недалеком будущем запасы угля будут полностью исчерпаны, цивилизация не пропадёт, а будет существовать до тех пор, пока светит солнце!».
Помимо перечисленного он был председателем Химического общества Италии, членом национальной Академии Италии, Королевской академии Генуи, Королевской Академии Падуи, Королевской академии Рима, Британского Королевского Общества, Французской академии наук и Петербургской академии наук.
Во время Первой мировой войны Чамичан занимался исследованием химического оружия и разрабатывал средства защиты от него. Непосредственно соприкасаясь с отравляющими газами, получил отравление, долго болел, и так окончательно не оправился до самой смерти.
Джакомо Луиджи Чамичан умер 2 января 1922 года в городе Болонья.
За свою жизнь Чамичан запатентовал более сорока изобретений и является автором более чем четырёхсот научных трудов. Девять раз учёный номинировался на Нобелевскую премию.
Химический институт города Болоньи носит его имя; возле института Джакомо Чамичану был установлен памятник.